# Willy Bartelsen

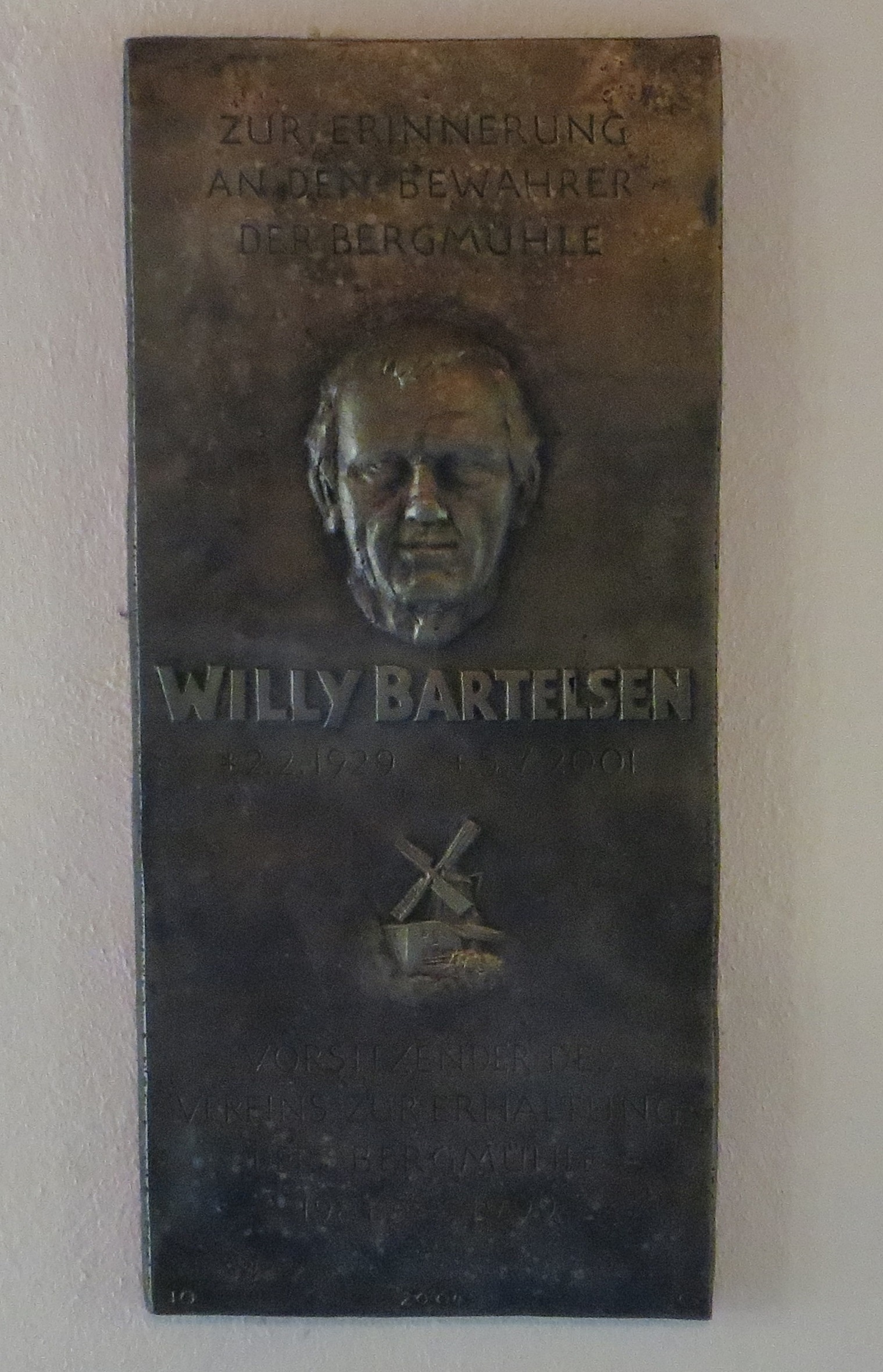
Relief von Willy Bartelsen in der Flensburger Bergmühle

Willy Bartelsen (* 2. Februar 1929 in Flensburg; † 5. Juli 2001 ebenda) war ein deutscher Kriminalbeamter und Schauspieler.

## Leben und Werk
Nach der Mittleren Reife begann Willy Bartelsen eine Ausbildung als Inspektorenanwärter bei der damaligen Deutschen Reichsbahn. Nach dem Ende des Zweiten Weltkrieges erlernte er dann das Maurerhandwerk, sattelte aber Anfang der 1950er Jahre erneut um und ging nach Kiel zur 1951 in Schleswig-Holstein gegründeten Bereitschaftspolizei. Dort bewarb er sich bei der Kriminalpolizei und begann 1958 seine Beamtenlaufbahn als Polizeioberwachtmeister in seiner Geburtsstadt. Im Januar 1989 ging Bartelsen als Leiter des Kommissariats zur Bekämpfung von Kapitalverbrechen in den Ruhestand.
Nachdem Willy Bartelsen bereits in der Schule Theater gespielt hatte, setzte er dieses Hobby während seiner Kieler Zeit fort und schloss sich, nach Flensburg zurückgekehrt, der dortigen Niederdeutschen Bühne an. In dem Stück Herr Staatsanwalt geiht angeln stand er dort das erste Mal auf der Bühne. Insgesamt wirkte Bartelsen seit der Spielzeit 1958/59 in 63 Inszenierungen mit, u. a. in Keen Utkomen mit dat Inkomen von Fritz Wempner, das am 23. Februar 1986 auf N3 ausgestrahlt wurde.
Willy Bartelsen, der nie eine Schauspielschule besucht hatte, wurde ab den 1970er Jahren in Film- und Fernsehproduktionen sporadisch in Nebenrollen besetzt, nach seiner Pensionierung dann zunehmend häufiger. Oft verkörperte er dabei Personen seines Zivilberufs, so in seiner ersten Rolle in dem Fünfteiler Bauern, Bonzen und Bomben unter der Regie von Egon Monk, später in Filmen wie Karniggels, Der demokratische Terrorist oder in einer Folge der Serie Freunde fürs Leben. Weiterhin sah man Bartelsen in mehreren Episoden der Serien Großstadtrevier und Der Landarzt. Eine seiner größeren Rollen spielte er in seiner letzten Produktion, dem 2000 entstandenen Abenteuerfilm Dreamgate.
Auch als Sprecher in Hörspielproduktionen des Norddeutschen Rundfunks und Radio Bremens war Willy Bartelsen tätig, des Weiteren hielt er Lesungen ab, leitete Stadtführungen und trat lange Zeit beim jährlichen Neujahrsempfang der Stadt Flensburg als Kaakmann auf, der das zurückliegende Jahr in heiteren und ironischen Versen Revue passieren lässt.
Darüber hinaus engagierte sich Willy Bartelsen in vielen sozialen Einrichtungen seiner Heimatstadt, wobei er die Arbeit in dem von ihm 1982 mitgegründeten Förderverein zur Erhaltung der Flensburger Bergmühle, den er 18 Jahre lang als Vorsitzender leitete, zu seinem Lebenswerk zählte. Ferner unterstützte er die Bemühungen, das sogenannte Eckener-Haus an der Flensburger Norderstraße zur Erinnerung an die Brüder Hugo und Alexander Eckener für die Öffentlichkeit zu erhalten. Bartelsen gehörte daneben dem Rotary Club Flensburger Förde (dem er von 1984 bis 1985 als Präsident vorstand) und dem SPD-Kulturausschuss an und unterstützte die Flensburger Lettland-Hilfe.

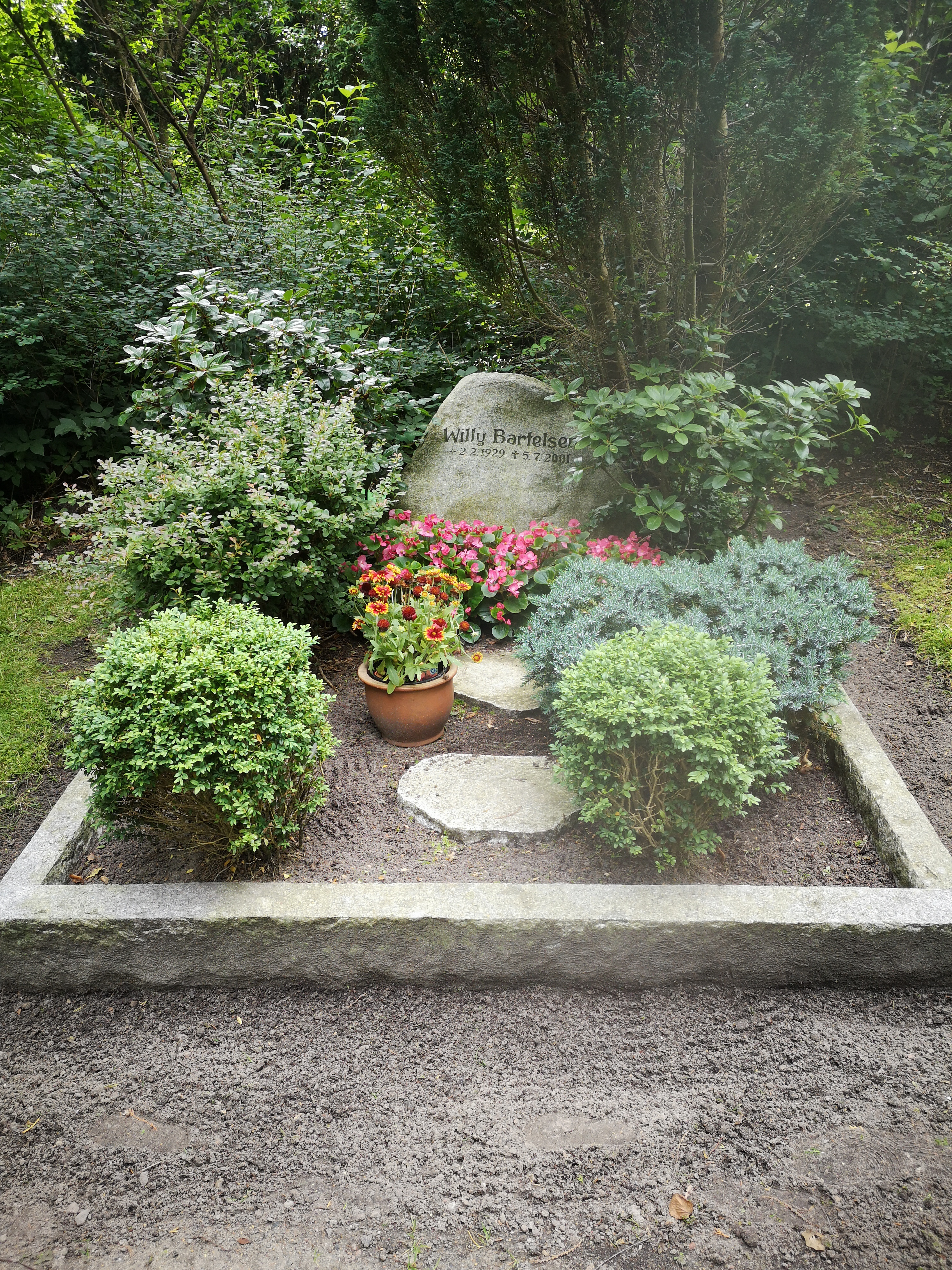
Grab von Willy Bartelsen auf dem Flensburger Mühlenfriedhof

Willy Bartelsen starb 72-jährig nach langer schwerer Krankheit am 5. Juli 2001. Er hinterließ seine Frau, mit der er seit 1954 verheiratet war, sowie zwei Söhne und eine Tochter. Einer seiner Söhne ist der in Mexiko lebende Musiker Jörg Bartelsen.

## Filmografie (Auswahl)
- 1973: Bauern, Bonzen und Bomben
- 1979: Kümo Henriette
- 1979: Ein Kapitel für sich
- 1982: Kreisbrandmeister Felix Martin – Ein Routinetag
- 1982: Die Fischer von Moorhövd – Der neue Mann
- 1984: Das Rätsel der Sandbank (Fernsehserie)
- 1984: So ein Theater
- 1984: Zielscheiben
- 1987: Das Rätsel der Sandbank (Film)
- 1986: Finkenwerder Geschichten
- 1986: Es muß nicht immer Mord sein – Die Gelegenheit
- 1987: Der Landarzt (3 Folgen als Heiner Plötsch)
- 1988: Die Bertinis
- 1989: Traffik – The Farmer
- 1989: Traffik – The Courier
- 1990: Das Haus am Watt
- 1991: Das Heimweh des Walerjan Wróbel
- 1991: Großstadtrevier – Treffpunkt Kino
- 1991: Karniggels
- 1992: Die Männer vom K3 – Auf Sand gebaut
- 1992: Löwenzahn – Peter auf hoher See[9]
- 1993: Der Landarzt – Stein des Anstoßes
- 1993: Der Landarzt – Die Konkurrenz
- 1992: Der demokratische Terrorist
- 1994: Immenhof – Ritt in die Zukunft
- 1994: Adelheid und ihre Mörder – Tod in der Geisterbahn
- 1994: Nur eine kleine Affäre
- 1995: Alles außer Mord – Marion No. 5
- 1995: Freunde fürs Leben – Kuhhandel
- 1995: Stubbe – Von Fall zu Fall – Stubbe sieht rot
- 1996: Schlag 12
- 1996: Die Männer vom K3 – Kurz nach Mitternacht
- 1996: Heimatgeschichten – Liebe, Kunst und Kühe
- 1997: Großstadtrevier – Jens, 7 Jahre
- 1997: Großstadtrevier – Der G-Man
- 1998: Löwenzahn – Peter auf dem Deich
- 1998: Tatort – Schüsse auf der Autobahn
- 1998: Ufos über Waterlow
- 1998: Heimatgeschichten – Das Erbe von Greetsiel
- 1998: Stubbe – Von Fall zu Fall – Stubbe und das fremde Mädchen
- 1999: Der Landarzt – Neues Leben
- 1999: Die Männer vom K3 – Tod eines Festmachers
- 1999: Löwenzahn – Peters Flußfahrt
- 1999: Ärzte – Dr. Voigt – Leben auf dem Spiel
- 2000: Dreamgate

## Hörspiele
- 1977: Johanninacht – Regie: Curt Timm
- 1978: De holsteensche Faust – Regie: Curt Timm
- 1979: Söben Tügen – Regie: Curt Timm
- 1990: Die Schipper-Kids (Folge 3: Die Schipper-Kids und der schlappe Hund) – Regie: Frank Grupe

## Auszeichnungen
- 2001: Verdienstkreuz am Bande des Verdienstordens der Bundesrepublik Deutschland für ehrenamtliche Aktivitäten und Engagement auf humanitärem Gebiet[10]